# کوین لایت
کوین لایت (انگلیسی: Kevin Light؛ زادهٔ ۱۶ مهٔ ۱۹۷۹) قایقران روئینگ اهل کانادا بود.
از فیلم‌ها یا برنامه‌های تلویزیونی که وی در آن نقش داشته‌است می‌توان به هیچکجا اشاره کرد.